# Enzo Martínez
Enzo Gabriel Martínez Suárez, noto semplicemente come Enzo Martínez (Artigas, 29 aprile 1998), è un calciatore uruguaiano, difensore del Gimnasia (LP).

## Caratteristiche tecniche
È un difensore centrale.

## Carriera

### Club
Cresciuto nel settore giovanile del Peñarol, ha esordito il 29 aprile 2018 in occasione del match di campionato vinto 1-0 contro il Progreso.